# Simona Bonafè

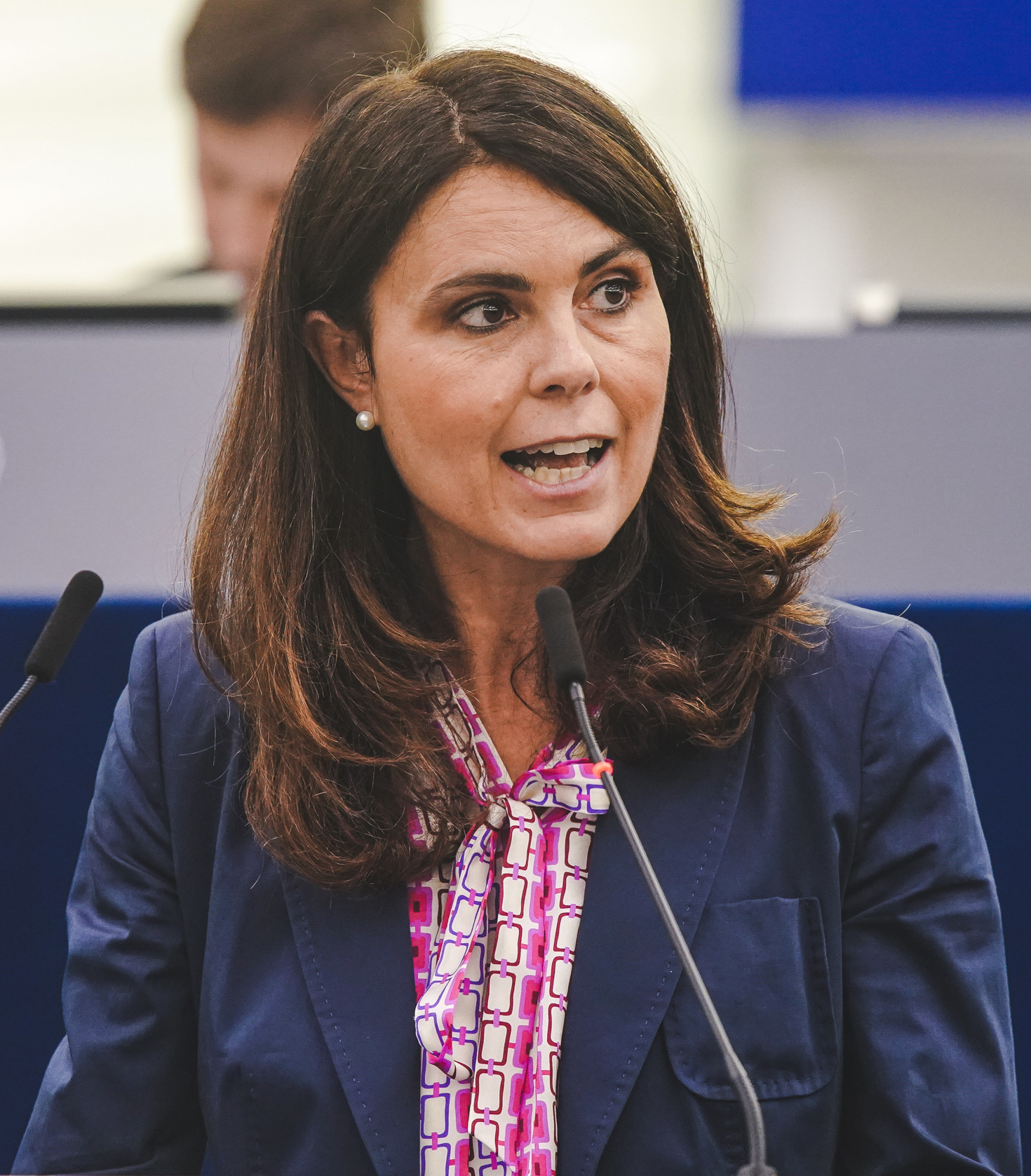
Simona Bonafè (2022)

Simona Bonafè (* 12. Juli 1973 in Varese) ist eine italienische Politikerin der Partito Democratico. Sie war von 2014 bis 2022 Mitglied des Europäischen Parlaments. Seit 2022 ist sie erneut Mitglied der italienischen Abgeordnetenkammer, der sie bereits von 2013 bis 2014 angehörte.

## Leben
Bonafè trat 2002 der Partei Democrazia è Libertà – La Margherita bei. Ab 2004 war sie Beigeordnete für Umweltfragen in der toskanischen Stadt Scandicci. La Margherita ging 2007 in der Mitte-links-Sammelpartei Partito Democratico (PD) auf, der Bonafè seither angehört. Bei der Vorwahl des Mitte-links-Bündnisses 2012 koordinierte sie die Kampagne von Matteo Renzi, der jedoch Pier Luigi Bersani unterlag. Bei den Parlamentswahlen im Februar 2013 wurde sie als Vertreterin des Wahlkreises Lombardei 2 ins italienische Abgeordnetenkammer gewählt. Dort war sie zunächst Mitglied des Ausschusses für Kultur, Wissenschaft und Unterricht, dann von Januar bis zu ihrem Ausscheiden im Juni 2014 im Ausschuss für Produktion, Handel und Tourismus.
Von 2014 bis 2022 war sie Abgeordnete im Europäischen Parlament, wo sie der Fraktion der Progressiven Allianz der Sozialdemokraten (S&D) angehörte. Sie war Mitglied im Ausschuss für Umweltfragen, öffentliche Gesundheit und Lebensmittelsicherheit. Zudem war sie von 2014 bis Januar 2018 in der Delegation für die Beziehungen zur Volksrepublik China, anschließend in der Delegation für die Beziehungen zu den Vereinigten Staaten. Bonafè war außerdem von Februar bis Dezember 2018 Mitglied im Sonderausschuss für das Genehmigungsverfahren der EU für Pestizide. Nachdem sie bei der Europawahl 2019 für eine weitere Legislaturperiode im Europäischen Parlament bestätigt wurde, wählte die S&D-Fraktion Bonafè zu einer ihrer acht stellvertretenden Vorsitzenden. Sie gehörte weiterhin dem Umwelt- und Gesundheitsausschuss an, zudem war sie Delegierte für Beziehungen zur Volksrepublik China sowie zum Panafrikanischen Parlament.
Bei den Parlamentswahlen in Italien 2022 erlangte Bonafè einen Sitz in der Abgeordnetenkammer. Im Zuge dessen legte sie ihr Mandat im Europaparlament nieder.